# Polygala ilseana
Polygala ilseana är en jungfrulinsväxtart som beskrevs av Karl Otto Robert Peter Paul Graebner. Polygala ilseana ingår i släktet jungfrulinssläktet, och familjen jungfrulinsväxter. Inga underarter finns listade i Catalogue of Life.